# Б. И. Михали
Б. И. Михали (при рождении Бенью́мен-И́цхок Духо́вный; ивр. ב.י. מיכלי‎ или בנימין יצחק מיכלי — Биньямин Ицхак Михали; 26 июля 1910, Атаки, Сорокский уезд, Бессарабская губерния — 20 января 1989, Израиль) — израильский литературовед, публицист и литературный критик. Писал главным образом на иврите.

## Биография
Б. И. Михали родился под именем Беньюмен-Ицхок Духовный в бессарабском местечке Атаки (ныне Окницкого района Молдавии). Его отец — Бенцион Израилевич Духовный (Ихил-Михл Духовный; 1886—1937) — был комиссаром финансов Бессарабской ССР и заведующим финотдела Одессы; мать — Хинда Хаимовна Ройзман. После окончания гимназии продолжил учёбу в Бухаресте, где жил на протяжении 1930-х годов. Перед самым началом Второй мировой войны поселился в подмандатной Палестине.
В 1927 году семнадцатилетний Духовный написал письмо самому известному в те годы в Бессарабии ивритскому литератору Мордхэ Гольденбергу, с которого началась их многолетняя переписка. Гольденберг стал литературным наставником будущего литератора и помог ему в его первых литературных опытах. Впоследствии Михали завязал переписку также и с другими бессарабскими ивритскими литераторами Ицхоком Вайнштейном, Яковом Кучером и Золменом Розенталем. В ежедневной газете последнего «Ундзер Цайт» (Наше время), издаваемой в Кишинёве на идише, и состоялся литературный дебют Духовного. Здесь он публиковал свои произведения, изначально написанные на идише, а также и переводы собственных работ с иврита.
В Израиле Б. И. Михали стал одним из самых авторитетных литературных критиков, опубликовал ряд книг эссеистики и монографий, посвящённых творчеству собратьев по перу, которые творили как на иврите (Яков Фихман, Хаим Хазаз, Шимон Галкин, Аба Ковнер, Элиэзер Штейнман, И. Д. Беркович, Шауль Черниховский, К. А. Бертини и многие другие), так и на идише (Шолом-Алейхем, Авром Суцкевер, Шлоймэ Бикл и др.). Под его редакцией в 1946 и 1951 годах в Тель-Авиве вышел двухтомник избранной поэзии и прозы его литературного ментора М. Гольденберга, погибшего в гетто Транснистрии в годы Великой Отечественной войны; он также участвовал в сборнике, посвящённом тридцатилетию литературной деятельности писателя Шлоймэ Бикля — одной из центральных фигур идишской литературы предвоенной Румынии. Совместно с К. А. Бертини и Ицхоком Корном участвовал в составлении тома, посвящённого еврейству Бессарабии в многотомной энциклопедии диаспоры (1971). В 1966 году в Тель-Авиве вышла составленная Б. И. Михали первая двухтомная антология современной ивритской эссеистики в английском переводе. В последние годы жизни вновь начал публиковаться на идише (в журнале «Ба Зих» — У себя).